# El cercle màgic
El cercle màgic és una novel·la de Joan Puig i Ferreter publicada el 1929. L'obra és un bon exemple dels trets i les limitacions de la narrativa que en aquell moment practicaven alguns vells modernistes, amb marques autobiogràfiques, afany justificador i utilització de tècniques convencionals. Cal destacar el treball introspectiu profund d'un narrador omniscient de focalització múltiple. Obtingué el premi Joan Crexells el 1929, en la seva primera convocatòria.

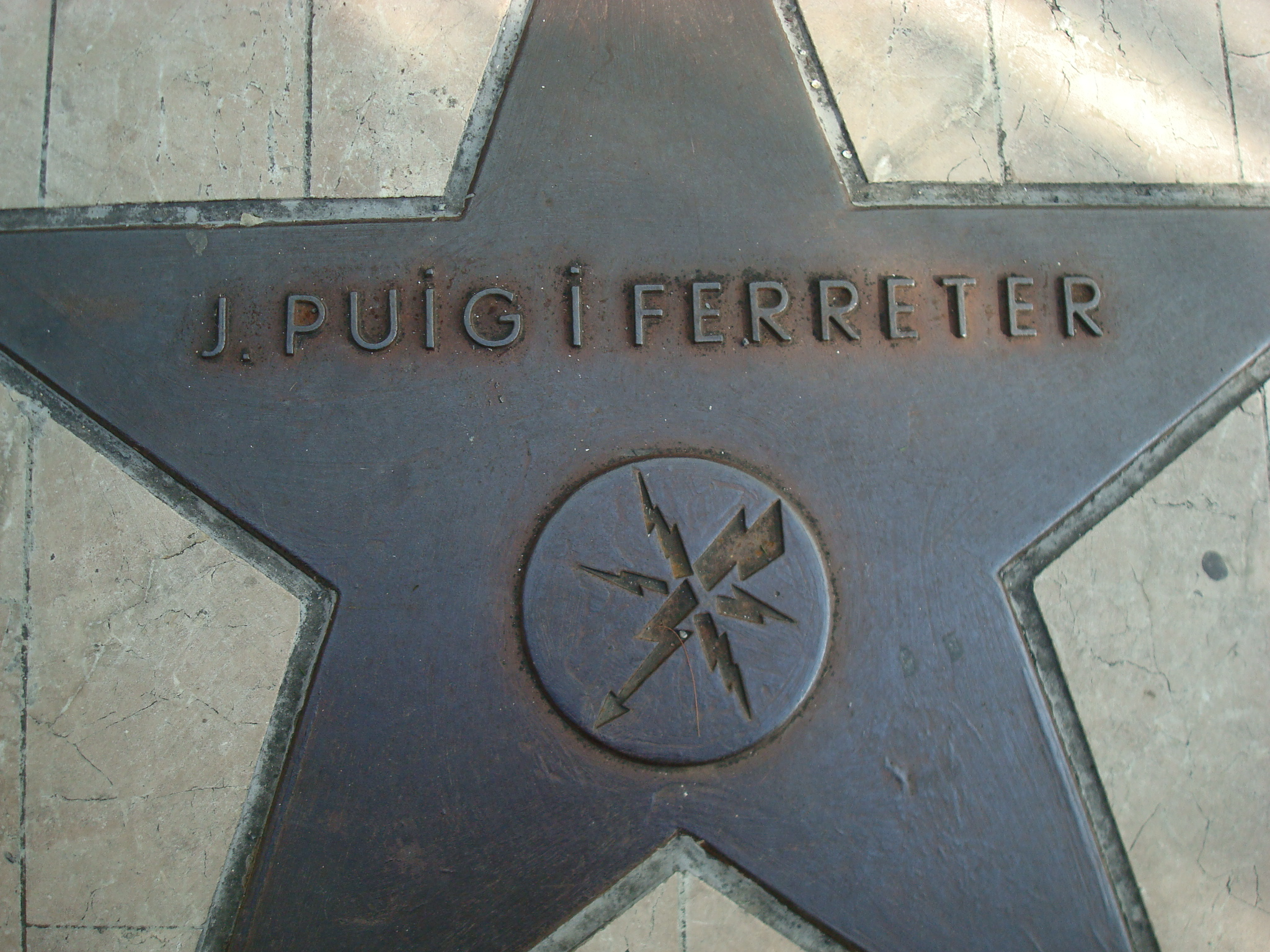